# Eskil Nielsen
Eskil Nielsen var en snapphane och friskyttekapten under Skånska kriget. Hans födelse- och dödsår är okända. Han var en bonde som blev en snapphanehövding då det skånska kriget bröt ut. Det anses att han kom från Farhult, närmare bestämt Norra Häljaröd. Deltagarna i hans snapphanekompani kom främst från Kullabygden.
Under sin tid som bonde var han skyldig till att ha misshandlat en ryttare på sin gård. När ryttaren dog och han inte kunde hitta en ny så blev svenskarna arga. Han hade även lämnat information om den svenska hären till den danske generalmajoren Duncan innan slaget vid Halmstad, vilket gjorde att svenskarna ville ha hämnd. För att undvika svenskarnas hämnd flydde han och gick med i friskytterörelsen. Eskil och hans kompani opererade i Hallandsåsen under skånska kriget 1676-1679. Det var ett bra område för snapphanar eftersom det fanns många bra gömställen där de kunde ligga och lurpassa på de svenska trupperna som behövde passera den viktiga västkustvägen. Redan år 1676 hade han infört flera fångar till Landskrona.
Det sägs att befolkningen som var bosatt i området där Eskils kompani opererade inte blev utsatta för övergrepp, så länge de inte hjälpte svenskarna. Det sägs också att folk hyste både misstro och rädsla för Eskil och hans kompani. Eskils kompani upplöstes under mars 1680 och Eskil gick då över till tjänst i den danska armén. Alla som var med i hans kompani fick fly sitt hemland och leva på flykt i resten av sina liv.